# 3238 Timresovia
3238 Timresovia è un asteroide della fascia principale. Scoperto nel 1975, presenta un'orbita caratterizzata da un semiasse maggiore pari a 2,6647220 UA e da un'eccentricità di 0,1849176, inclinata di 11,71793° rispetto all'eclittica.